# Мазуз, Давид
Дави́д Мазу́з (англ. David Mazouz, род. 19 февраля 2001 года, Лос-Анджелес) — американский актёр.

## Ранняя жизнь
Мазуз родился в Лос-Анджелесе, штат Калифорния, в сефардско-еврейской семье. Его отец Мишель Мазуз, врач из Туниса, а мать Рэйчел Коэн, психотерапевт, родители у которой имеют греческо-еврейские корни. У него также есть сестра Ребекка Мазуз. С 2015 по 2019 обучался в средней школе Шалхевета, где во время обучения снялся в рекламном ролике самой школы.
Его церемония бар-мицвы прошла в феврале 2014 года. С осени 2019 начал посещать Стэнфордский университет, где изучал экономику, психологию и информатику. Окончил университет в 2023 году, получив высшее образование.

## Карьера
Начал свою актёрскую карьеру, в возрасте 8-ми лет, снимаясь в рекламных роликах. Дебют актёра состоялся в телефильме «Прощание Амишей» где он исполнил небольшую роль сына преступника. В 2011 исполнил также небольшую роль в кинокомедии «Диагноз Любовь». С 2012 по 2013 года исполнял главную роль в телесериале «Контакт», за что удостоился номинации на премию «Молодой актёр». В 2014 году исполнил главную роль в фильме «Производитель игр», а также роль молодого Брюса Уэйна в сериале «Готэм» за которую  дважды удостоился номинации на премию «Сатурн», а также номинацию на премию Teen Choice Awards.
В 2016 году сыграл роли второго плана в фильме «Инкарнация» и «Темнота». После окончания съëмок в Бэтмене, поступил в колледж и из-за занятости учебой в 2021 году, снялся лишь в фильме «Мафия: Смертельная игра». В 2022 году присоединился к съемкам фильма «Остров меж привалов», выпуск которого назначен на 2024 год.

## Фильмография
| Год       |     | Русское название          | Оригинальное название       | Роль             |
| --------- | --- | ------------------------- | --------------------------- | ---------------- |
| 2010      | тф  | Прощение Амишей           | Amish Grace                 | Энди Робертс     |
| 2010      | с   | Майк и Молли              | Mike & Molly                | Рэнди            |
| 2011      | с   | Частная практика          | Private Practice            | Маршалл Ракоф    |
| 2011      | ф   | Диагноз любовь            | Coming & Going              | Тимми            |
| 2011      | с   | Офис                      | The Office                  | Берт Калифорния  |
| 2011      | с   | Мыслить как преступник    | Criminal Minds              | Райан Холл       |
| 2012      | с   | Рассвет                   | Daybreak                    | Джейк Бом        |
| 2012—2013 | с   | Контакт                   | Touch                       | Джейк Бом        |
| 2013      | ф   | Санаторий                 | Sanitarium                  | Стивен           |
| 2013      | тф  | Дорогой немой дневник     | Dear Dumb Diary             | Хадсон Риверс    |
| 2013      | с   | Особо тяжкие преступления | Major Crimes                | Стив             |
| 2014      | с   | До смерти красива         | Drop Dead Diva              | Райан Хатчер     |
| 2014      | ф   | Производитель игр         | The Games Maker             | Иван Драго       |
| 2014—2019 | с   | Готэм                     | Gotham                      | Бэтмен/Брюс Уэйн |
| 2016      | ф   | Темнота                   | The Darkness                | Майкл Тейлор     |
| 2016      | ф   | Инкарнация                | Incarnate                   | Камерон Спэрроу  |
| 2017      | мс  | Гриффины                  | Family Guy                  | коллега Питера   |
| 2020      | мс  | День за днем              | Day by Day                  | Калеб/рассказчик |
| 2021      | ф   | Мафия: Смертельная игра   | The Birthday Cake           | юный Джио        |
| 2023      | кор | Ничего, подразумевает всё | nothing, except everything. | Майлз            |
| 2023      | кор | Ноль                      | Zero                        | Луис             |
| 2024      | ф   | Остров меж привалов       | The Island Between Tides    | Джаред           |
|           | ф   | Тревога поколения         | Generation Angst            | Ральф            |

## Награды и номинации
| Год  | Премия                   | Категория                                         | Работа  | Результат | Примечания |
| ---- | ------------------------ | ------------------------------------------------- | ------- | --------- | ---------- |
| 2013 | Премия «Молодой актёр»   | Лучшая роль в телесериале — ведущий молодой актер | Контакт | Номинация | [ 17 ]     |
| 2015 | Young Entertainer Awards | Лучший молодой актер главной роли - телесериал    | Готэм   | Номинация | [ 18 ]     |
| 2018 | Teen Choice Awards       | Лучшая мужская роль в боевике на телевидении      | Готэм   | Номинация | [ 19 ]     |
| 2018 | Премия «Сатурн»          | Лучшая работа молодого актера в телесериале       | Готэм   | Номинация | [ 20 ]     |
| 2019 | Премия «Сатурн»          | Лучшая работа молодого актера в телесериале       | Готэм   | Номинация | [ 21 ]     |